# Edad Clásica del Imperio otomano

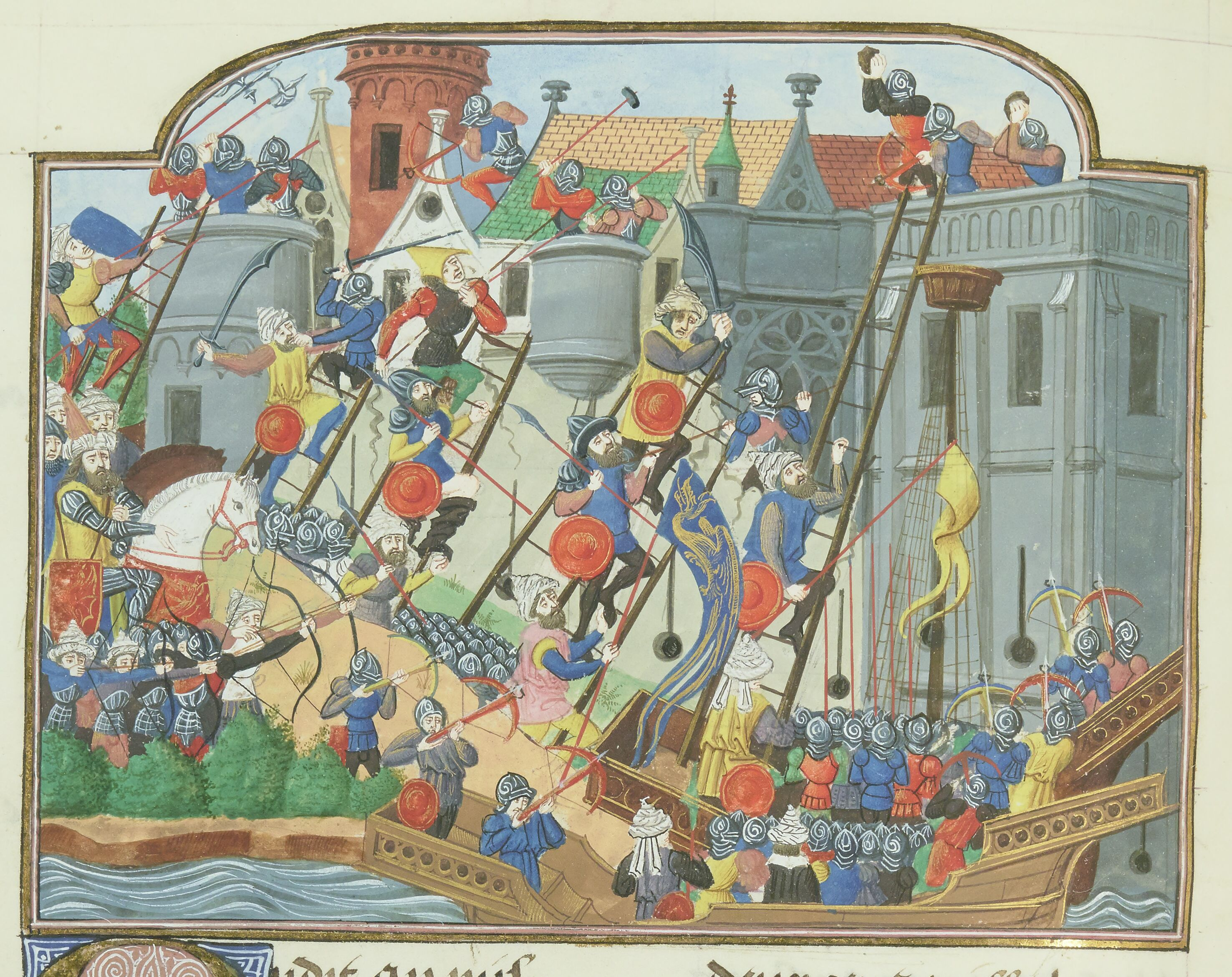
Caída de Constantinopla (1453)

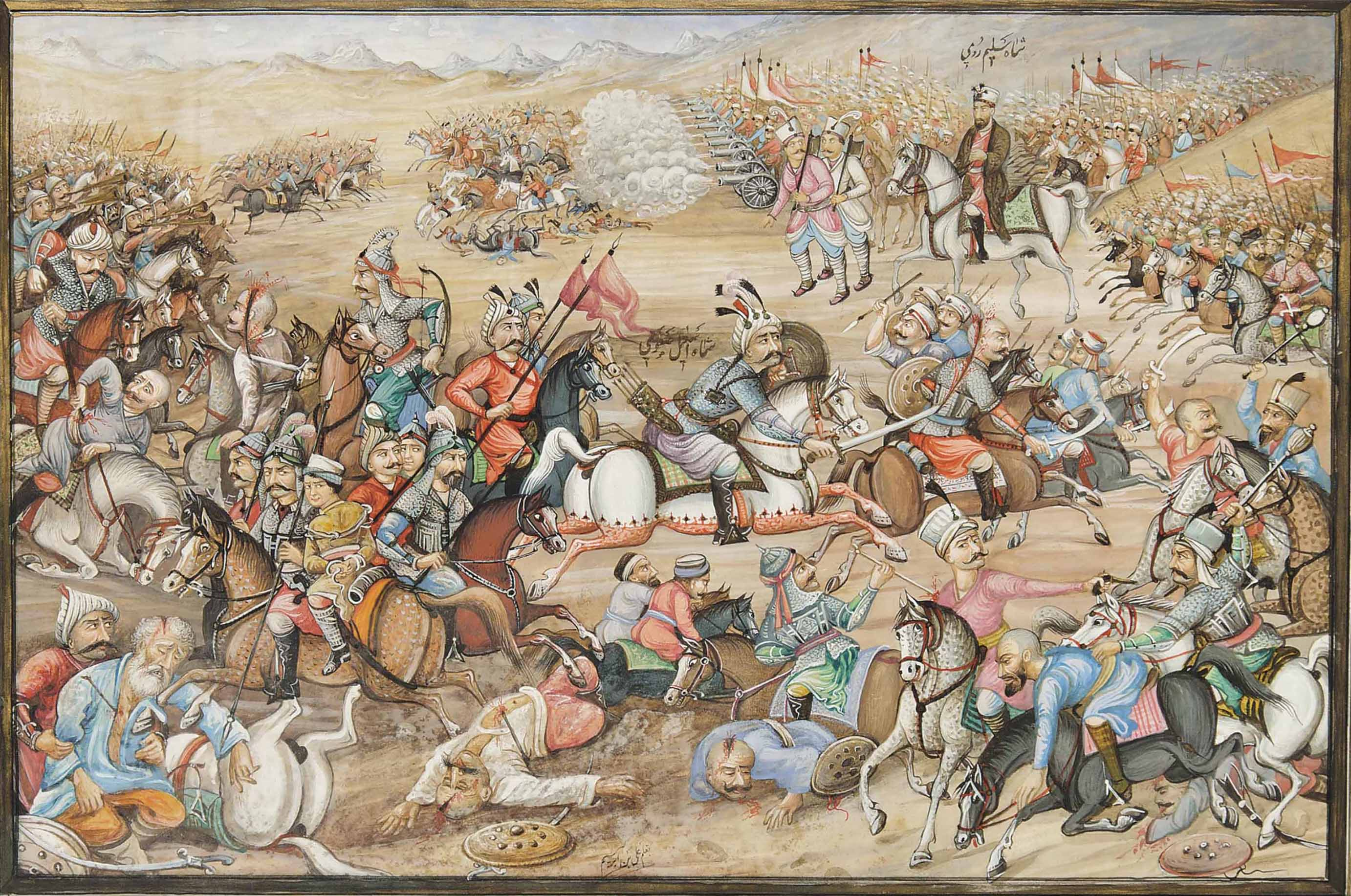
Batalla de Chaldiran (1514)

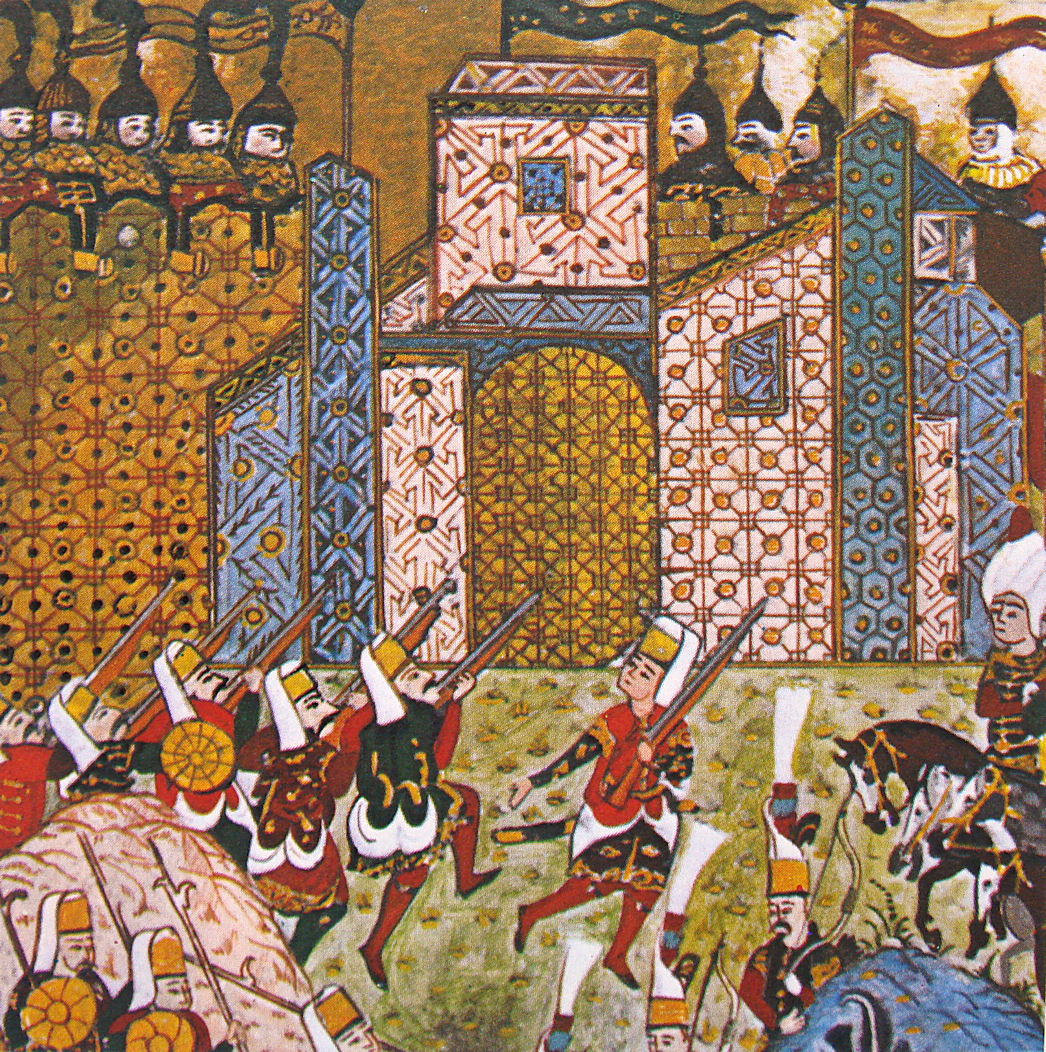
Sitio de Rodas (1522)

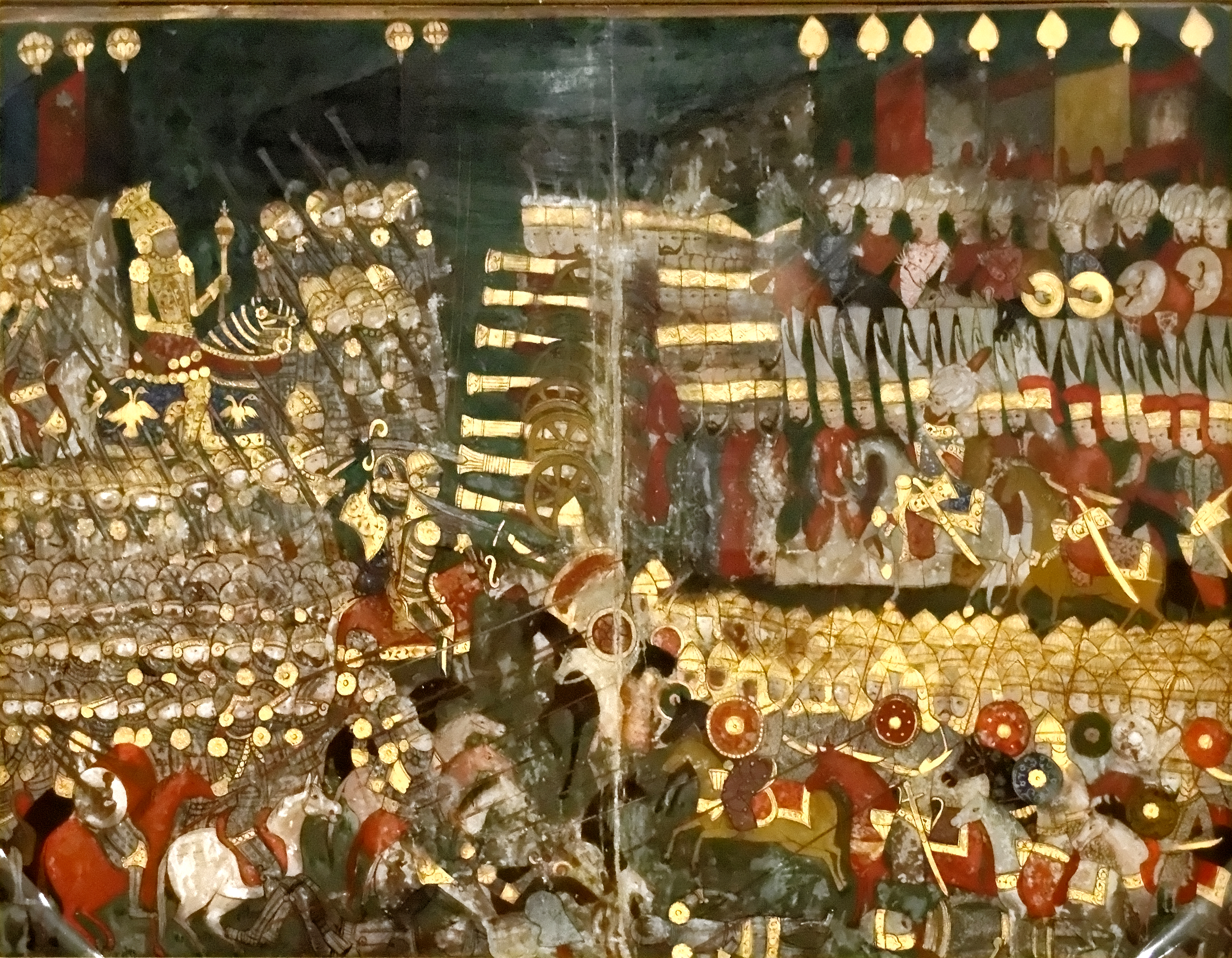
Batalla de Mohács (1526)

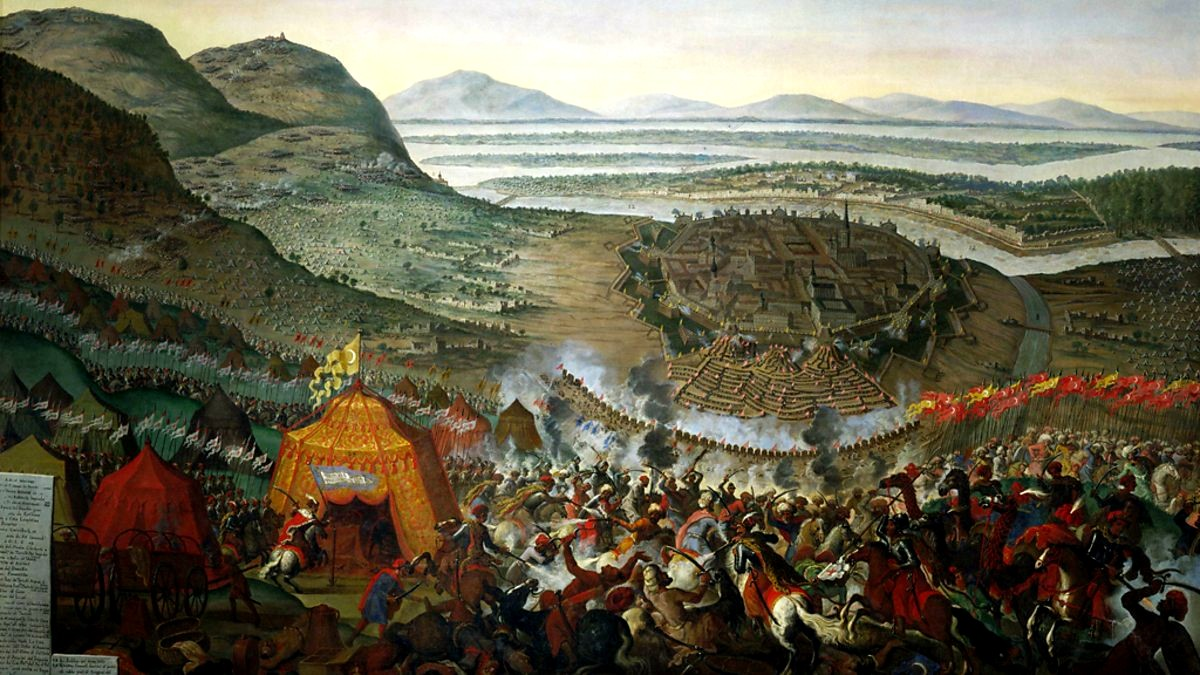
Sitio de Viena (1529)

La Edad Clásica del Imperio otomano (en turco: Klasik Çağ) se refiere al periodo de la historia del Imperio otomano comprendido entre la conquista de Constantinopla en 1453 y aproximadamente el final del reinado de Solimán el Magnífico (r. 1520-1566), momento en el que el Imperio alcanzó su cúspide, con un sistema de gobierno patrimonial basado en la autoridad absoluta del sultán en el que se desarrollaron las bases institucionales que mantendría, con modificaciones, varios siglos. En este período de los siglos XV y XVI, que algunos historiadores han llamado la Pax Ottomana, el Imperio prosperó bajo el gobierno de una línea de sultanes comprometidos y eficaces y también prosperó económicamente debido al control que ejercició sobre las principales rutas comerciales terrestres entre Europa y Asia.
El Imperio otomano entró en un largo período de conquista y expansión, extendiendo sus fronteras profundamente en Europa y África del Norte. Las conquistas en tierra fueron impulsadas por la disciplina y la innovación del ejército otomano; y en el mar, su armada ayudó significativamente a esta expansión. La marina también contestó y protegió rutas comerciales clave en la navegación marítima, en competencia con las ciudades estado italianas en los mares Negro, Egeo y Mediterráneo y con los portugueses en el mar Rojo y el océano Índico. 
La conquista otomana de Constantinopla en 1453 por Mehmed II consolidó el estatus de su Imperio como potencia dominante en el sureste de Europa y en el este del Mediterráneo. Después de tomar Constantinopla, Mehmed se reunió con el patriarca ortodoxo, Gennadios, y formalizó un acuerdo por el que la Iglesia ortodoxa, a cambio de poder mantener su autonomía y tierras, aceptaba la autoridad otomana. Debido a las malas relaciones entre el último Imperio bizantino y los estados de Europa occidental, como resume el famoso comentario de Loukas Notaras, «Mejor el turbante del sultán que el sombrero del cardenal», la mayoría de la población ortodoxa aceptó el gobierno otomano como preferible al gobierno veneciano.
El proceso de centralización que ya experimentaba el Imperio antes de 1453 se completó con el reinado de Mehmed II que, al hacer de Constantinopla (actual Estambul) la nueva capital tras su conquista, asumió el título de Kayser-i Rûm (literalmente, Caesar Romanus, es decir, emperador romano). Para consolidar esta afirmación, lanzaría un campaña para conquistar Roma, la capital occidental del antiguo Imperio romano. Con este objetivo, pasó muchos años asegurando posiciones en el mar Adriático, como en Albania Veneta, y luego continuó con la invasión otomana de Otranto y de Apulia el 28 de julio de 1480. Los turcos permanecieron en Otranto y sus alrededores durante casi un año, pero después de la muerte de Mehmed II el 3 de mayo de 1481, abandonaron y cancelaron los planes para adentrarse más en la península itálica con nuevos refuerzos, navegandon de regreso las tropas otomanas restantesal este del Adriático. 
El sultán Selim I (r. 1512-1520) amplió mucho las fronteras oriental y meridional del Imperio al derrotar en 1514 en la batalla de Chaldiran al shah safávida Ismail I de Persia. En el verano de 1515, Selim I completó la conquista de Anatolia, que disminuyó la zona tampón entre los otomanos y los mamelucos de Egipto. Esto permitió a los otomanos filtrarse en territorio mameluco con su armada, que llegó entre 1516 y 1517. Entraron en Egipto en enero de 1517. Selim I estableció el dominio otomano en Egipto disponiendo de una presencia naval en el mar Rojo. Después de esta expansión otomana, comenzó una competencia entre el Imperio portugués y el Imperio otomano para convertirse en el poder dominante en la región. Esta conquista terminó con la ejecución de Tuman-bay II y resultó con la duplicación del tamaño del Imperio otomano.
La toma de posesión otomana de Egipto hizo que los europeos perdieran sus rutas comerciales de especias. Los otomanos decidieron construir su armada para defenderse de Europa y ganar nuevas tierras. El Emir de Argelia pidió ayuda otomana contra los españoles. En 1518, Argelia era una provincia otomana.
El sucesor de Selim, Solimán el Magnífico (r. 1520-1566), amplió aún más las conquistas de su padre. Reinició la guerra contra Hungría en 1521, capturando Belgrado. En 1522, los otomanos se aseguraron el dominio total del Mediterráneo oriental después de obtener la victoria en la conquista de Rodas. Soleimán regresó a Europa y después de la victoria en la batalla de Mohács en 1526, estableció el dominio turco en el territorio de la actual Hungría (excepto la región occidental) y otros territorios de Europa Central (Ver también: Guerras otomano-húngaras). Puso sitio de Viena en 1529, pero no pudo tomar la ciudad después de que el inicio del invierno lo obligase a retirarse. Poco después, Fernando I comenzó las Pequeña Guerra en represalia a Solimán por no detener el apoyo a Zapolya. conquistó más tarde el sur y el centro del Reino de Hungría (las partes occidental, norte y noreste permanecieron independientes). En 1532, realizó otra campaña a Viena, pero fue rechazado en el asedio de Güns, 97 km al sur de la ciudad en la fortaleza de Güns. Se retiró a la llegada de las lluvias de agosto y no continuó hacia Viena como estaba previsto, sino que se dirigió de regreso a la capital. En 1533, Solimán firmó el Tratado de Constantinopla con los Habsburgo reclamado por los safávidas que comenzaron a rebelarse en el frente oriental: tomó Bagdad en 1535, obteniendo el control de Mesopotamia y el acceso naval al golfo Pérsico. 
Francia estaba en ese momento en guerra con la dinastía de los Habsburgo por el control de Italia. Francia perdió esa guerra lo que provocó el auge de la alianza franco-turca, alianza económica y militar, ya que los sultanes concedieron a Francia el derecho de comerciar dentro del Imperio sin impuestos.  Para llegar al territorio de los Habsburgo, los otomanos necesitaban atravesar Hungría y atacar la ciudad de Mohács. Los Habsburgo atacaron a los otomanos por tierra y mar en 1537 en el sitio de Osijek, donde estaban las líneas de suministro otomanas. En 1538, Jeireddín Barbarroja, almirante de la marina otomana, se enfrentó en el golfo de Preveza, batalla de Préveza, a la flota de la Liga Santa. Aunque los otomanos eran superados en número en esa batalla naval, ganaron después de que Andrea Doria, príncipe de Melfi, se retirara. Eso hizo que la Liga Santa disminuyera y los venecianos hicieran las paces con los otomanos.
En 1541, Fernando I atacó de nuevo la capital Buda, pero los otomanos lo rechazaron poco después de comenzar la batalla. Solimán recompensó su éxito quedándose con Buda y los territorios circundantes. Después de nuevos avances de los turcos en 1543, el gobernante Habsburgo Fernando I reconoció oficialmente la ascendencia otomana en Hungría en 1547. Durante el reinado de Solimán, Transilvania, Valaquia y, de forma intermitente, Moldavia, se convirtieron en principados tributarios del Imperio otomano.  En ese momento, el Imperio otomano era una parte significativa y aceptada de la esfera política europea. Hizo una alianza militar con Francia, el Reino de Inglaterra y la República Holandesa contra la España de los Habsburgo, Italia y el archiducado de Austria de los Habsburgo.
Bajo Selim y Solimán el Imperio se convirtió en una fuerza naval dominante, controlando gran parte del Mediterráneo. Las hazañas del almirante otomano Barbarroja Hayreddin Pasha, que comandó la Armada otomana en parte del reinado de Solimán, llevaron a una serie de victorias militares sobre las armadas cristianas. A medida que avanzaba el siglo XVI, la superioridad naval otomana fue desafiada por las crecientes potencias marítimas de Europa occidental, particularmente de Portugal, en el golfo Pérsico, el océano Índico y las Islas de las Especias. Con los turcos otomanos bloqueando las rutas marítimas hacia el este y el sur, los europeas se vieron obligados a encontrar otras vías alternativas a las antiguas rutas de la seda y de las especias, ahora bajo control otomano. En tierra, el Imperio estaba preocupado por las campañas militares en Austria y en Persia, dos escenarios de guerra muy separados. La tensión de estos conflictos sobre los recursos del Imperio y la logística necesaria para mantener líneas de suministro y comunicación a través de distancias tan vastas, en última instancia, hicieron que sus esfuerzos marítimos fueran insostenibles y fallidos. La imperiosa necesidad militar de defender las fronteras occidental y oriental del Imperio finalmente hizo imposible un compromiso efectivo a largo plazo a escala global. 
Al final del reinado de Solimán, la población del Imperio ascendía a unos 15 000 000 personas.

Sultanes de la Edad Clásica (1453-1566)
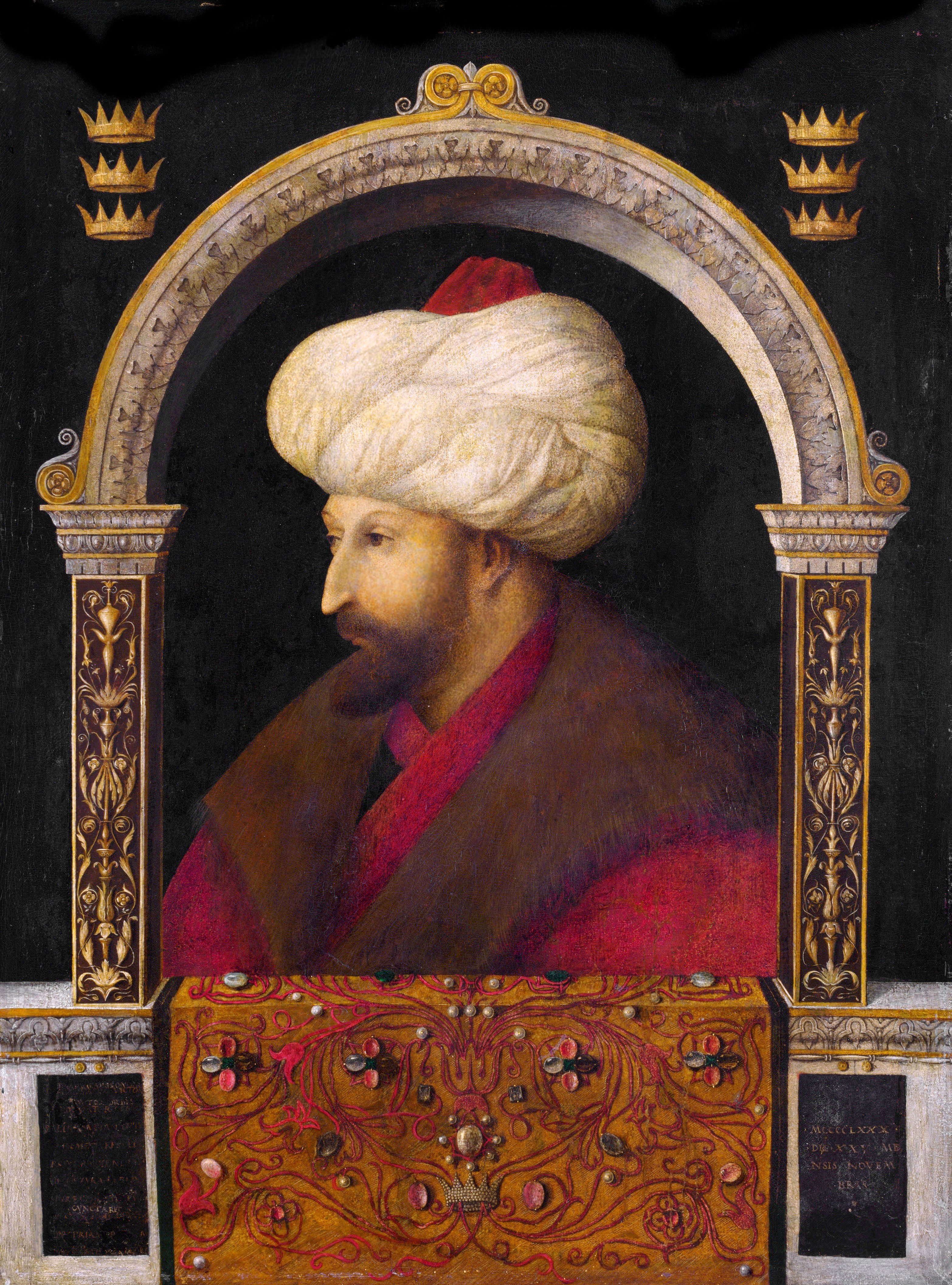
Mehmed II conquistó Constantinopla en 1453 y puso fin al Imperio bizantino (r. 1451-1481)
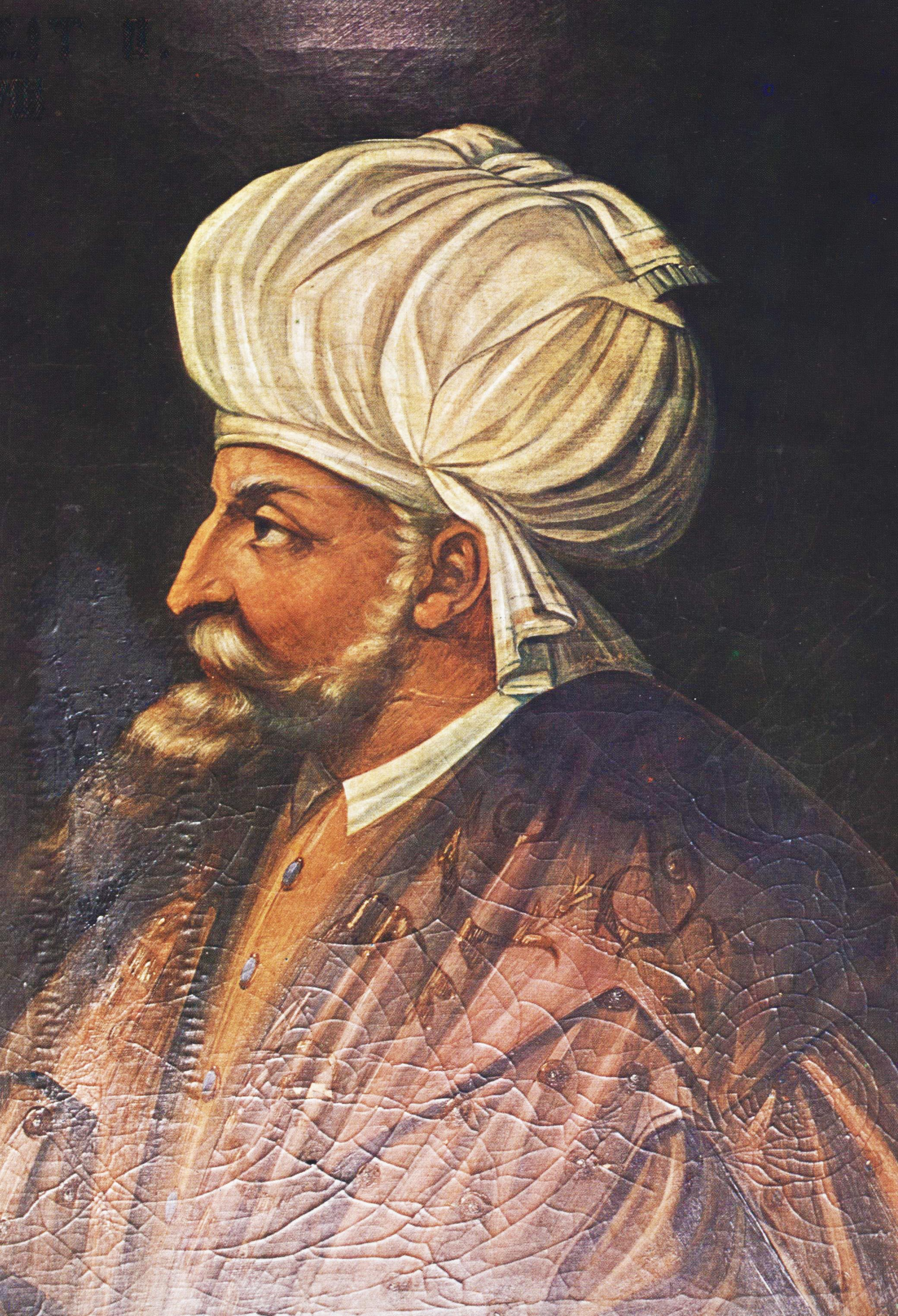
Bayezid II consolidó el Imperio otomano y frustró una rebelión safávida (r. 1481-1512)
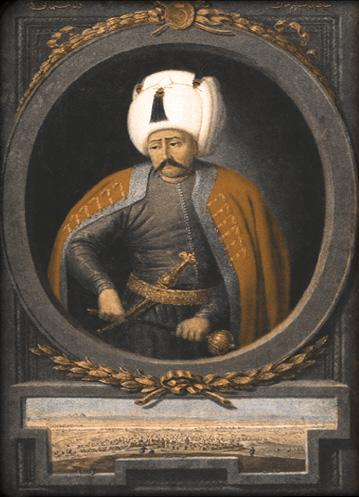
Selim I conquistó el sultanato mameluco de Egipto, convirtiéndose en la potencia dominante en el mundo islámico (r. 1512-1520)
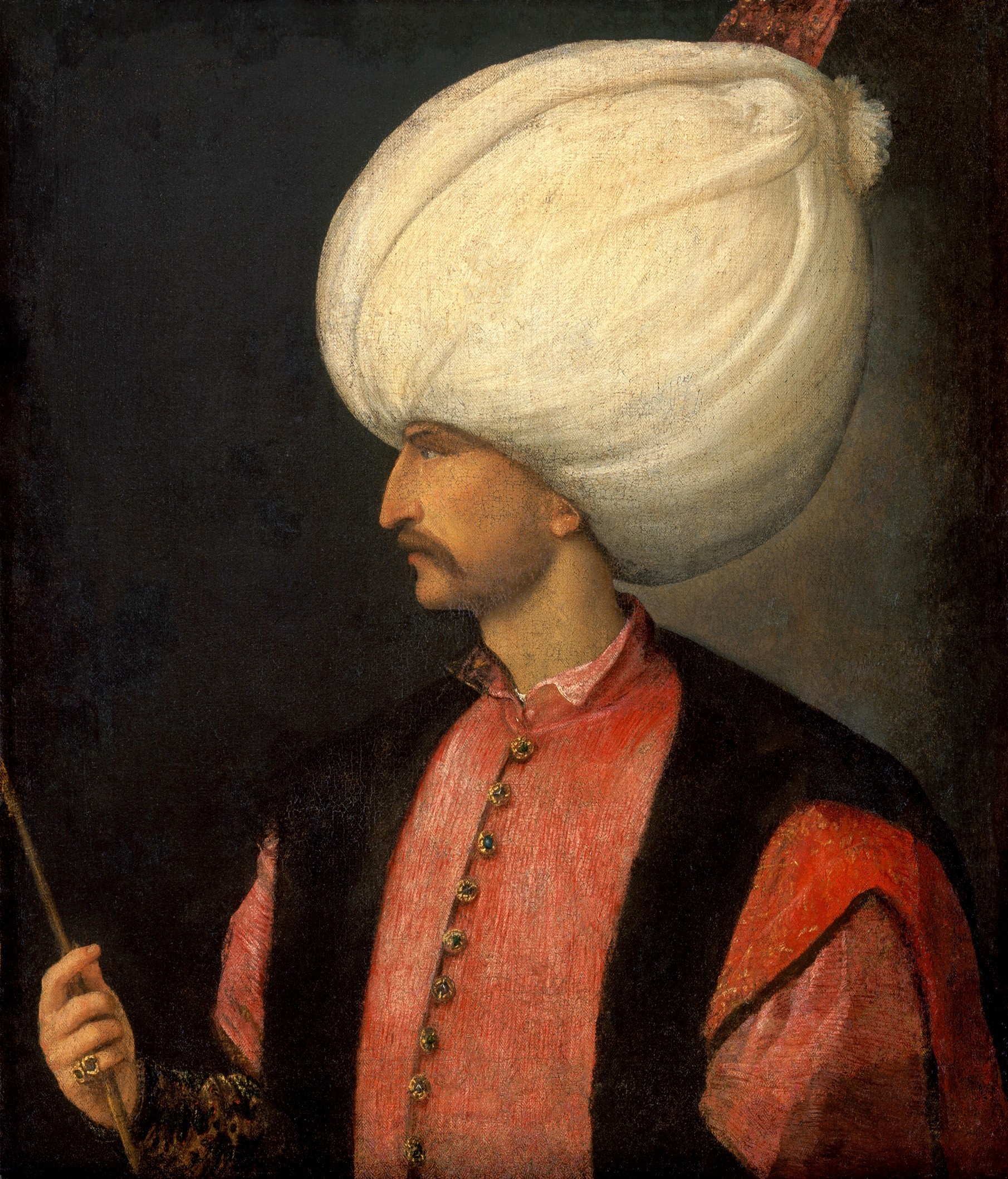
Solimán el Magnífico se convirtió en un prominente monarca de la Europa del siglo XVI, en la cúspide del poder otomano (r. 1520-1566)

## Territorio

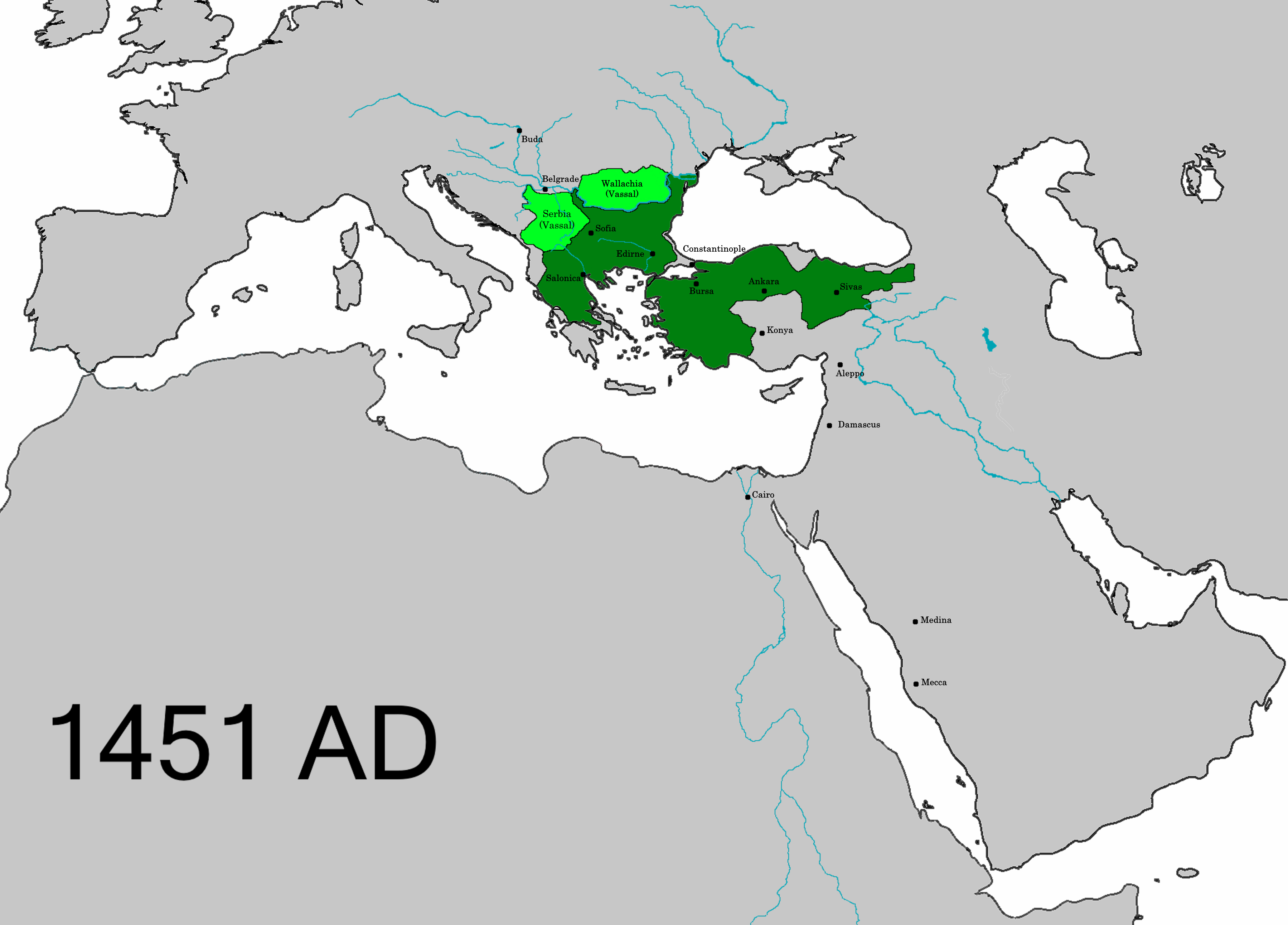
El Imperio otomano a principios del segundo reinado de Mehmed II.

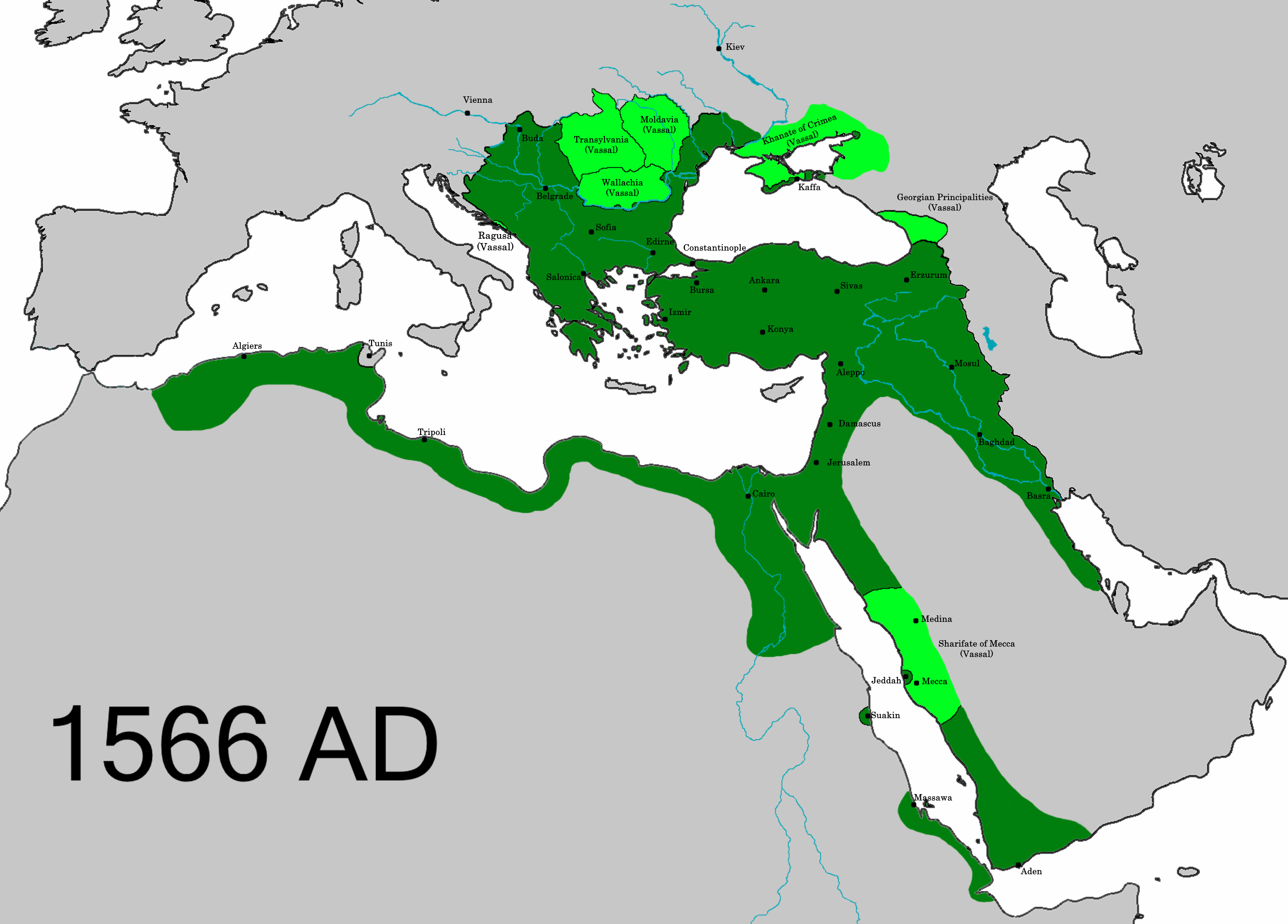
El Imperio otomano tras la muerte de Solimán el Magnífico.

El Imperio otomano de la Edad Clásica experimentó un importante crecimiento territorial. El período se abrió con la conquista de Constantinopla por Mehmed II (r. 1451-1481) en 1453. Mehmed II pasó a consolidar la posición del imperio en los Balcanes y en Anatolia, conquistando Serbia en 1454-1455, el Peloponeso en 1458-1459, Trebisonda en 1461 y Bosnia en 1463. Muchos territorios venecianos en Grecia fueron conquistados durante la guerra otomano-veneciana de 1463-1479. En 1474, los otomanos habían conquistado a sus rivales de Anatolia, los Karamánidas, y en 1475 conquistaron Kefe en la península de Crimea, sometiendo al vasallaje al kanato de Crimea. En 1480 se lanzó una invasión de Otranto en Italia, pero la muerte de Mehmed II al año siguiente provocó la retirada otomana.
El reinado de Bayezid II (r. 1481-1512) fue de consolidación después de las rápidas conquistas de la era anterior, y el territorio del imperio se expandió solo marginalmente. en 1484, Bayezid dirigió una campaña contra Moldavia, sometiéndola a la condición de vasallo y anexionando los puertos estratégicos de Kilia y de Akkerman. Los principales puertos que tenían los venecianos en Grecia y Albania fueron conquistados  durante la guerra de 1499-1503, más significativamente Modon, Koron y Durazzo. Sin embargo, al final de su reinado, el territorio otomano en el este estaba siendo amenazado por el recién establecido Imperio safávida.
La rápida expansión se reanudó bajo Selim I (r. 1512-1520), quien derrotó a los safávidas en la batalla de Chaldiran en 1514, anexionando gran parte del este de Anatolia y ocupando brevemente Tabriz. En 1516 dirigió una campaña contra el sultanato mameluco, conquistando primero Siria y luego Egipto al año siguiente. Esto supuso un cambio notable en la orientación del Imperio, ya que en ese momento gobernaba el corazón musulmán de Oriente Medio, además de establecer su protección sobre las ciudades santas de La Meca y Medina. Conllevó una influencia de las prácticas islámicas en el gobierno del Imperio y facilitó una interacción mucho mayor entre el mundo de habla árabe y el corazón otomano en Anatolia y los Balcanes. Bajo el reinado de Selim, el territorio del Imperio se expandió desde aproximadamente 883 000 km² hasta los 1 494 000 km².
La expansión continuó durante la primera mitad del reinado de Solimán I (r. 1520-1566), quien conquistó primero Belgrado (1521) y Rodas, antes de invadir Hungría en 1526, derrotar y matar al rey Luis II en la batalla de Mohács y ocupar brevemente Buda. Al carecer de un rey, Hungría se sumió en una guerra civil por la sucesión y los otomanos apoyaron a Juan Zápolya como príncipe vasallo. Cuando sus rivales, los Habsburgo, empezaron a tomar la delantera, Solimán intervino directamente conquistando de nuevo Buda y anexándola al imperio en 1541. En otros lugares, Solimán dirigió importantes campañas contra el Irán safávida, conquistando Bagdad en 1534 y anexionándose Irak. El dominio otomano se amplió aún más con la incorporación de gran parte del norte de África, la conquista de la costa de Yemen en 1538 y la posterior anexión del interior.
Después de la anexión de Buda en 1541, el ritmo de la expansión otomana se desaceleró a medida que el imperio intentaba consolidar sus vastos logros y se enfrascaba en la guerra imperial en tres frentes: en Hungría, en Irán y en el Mediterráneo. Las conquistas adicionales fueron marginales y sirvieron para apuntalar la posición otomana. El control otomano sobre Hungría se amplió en una serie de campañas, y se estableció una segunda provincia húngara con las conquistas de Temešvár en 1552. El control sobre el norte de África se incrementó con la conquista de Trípoli en 1551, mientras que los otomanos afianzaron su posición en el mar Rojo con la anexión de Massawa (1557) y la extensión del dominio otomano sobre gran parte de la costa de Eritrea y Yibuti. Al final del reinado de Solimán, el territorio del imperio se había expandido a aproximadamente 15 000 000 km².

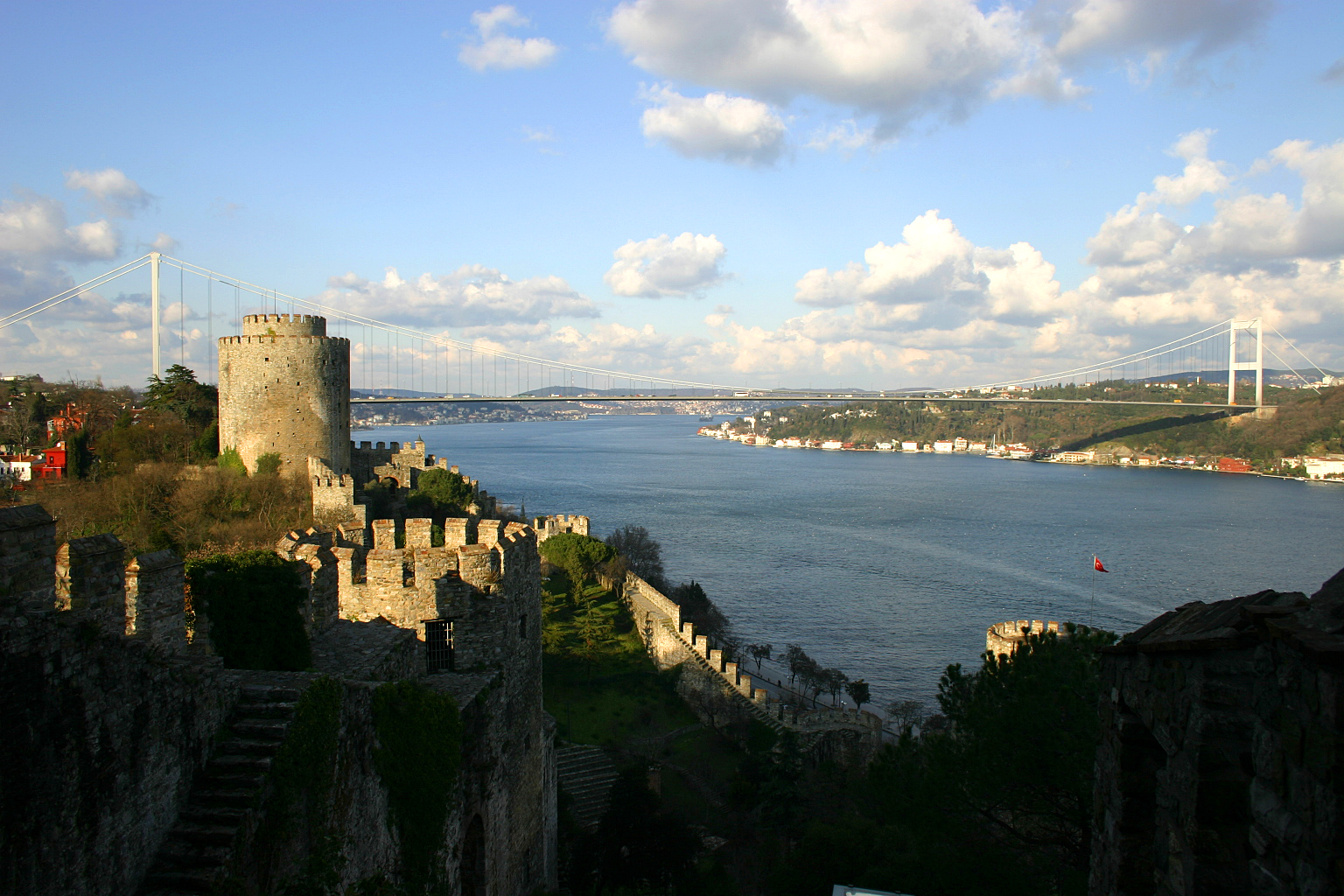
Rumelihisarı (castillo de Rumelia, 1453)
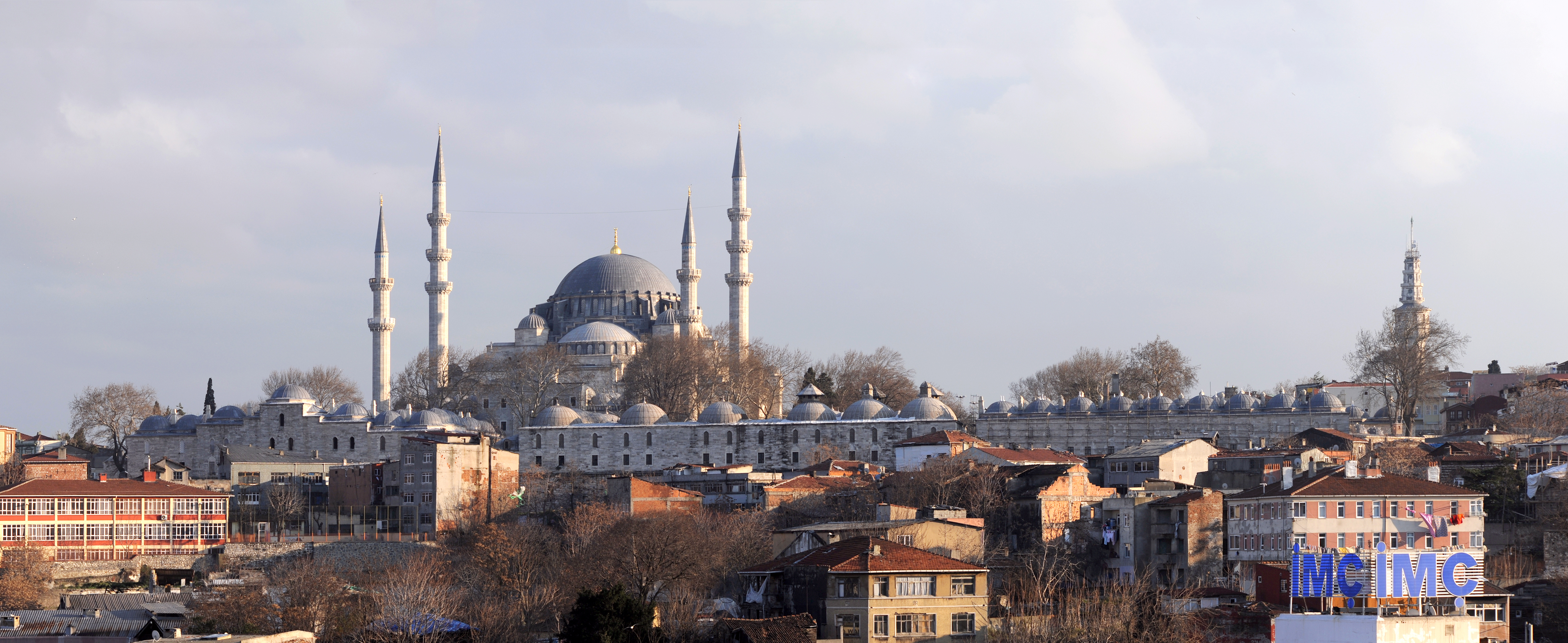
Mezquita de Süleymaniye (1558)
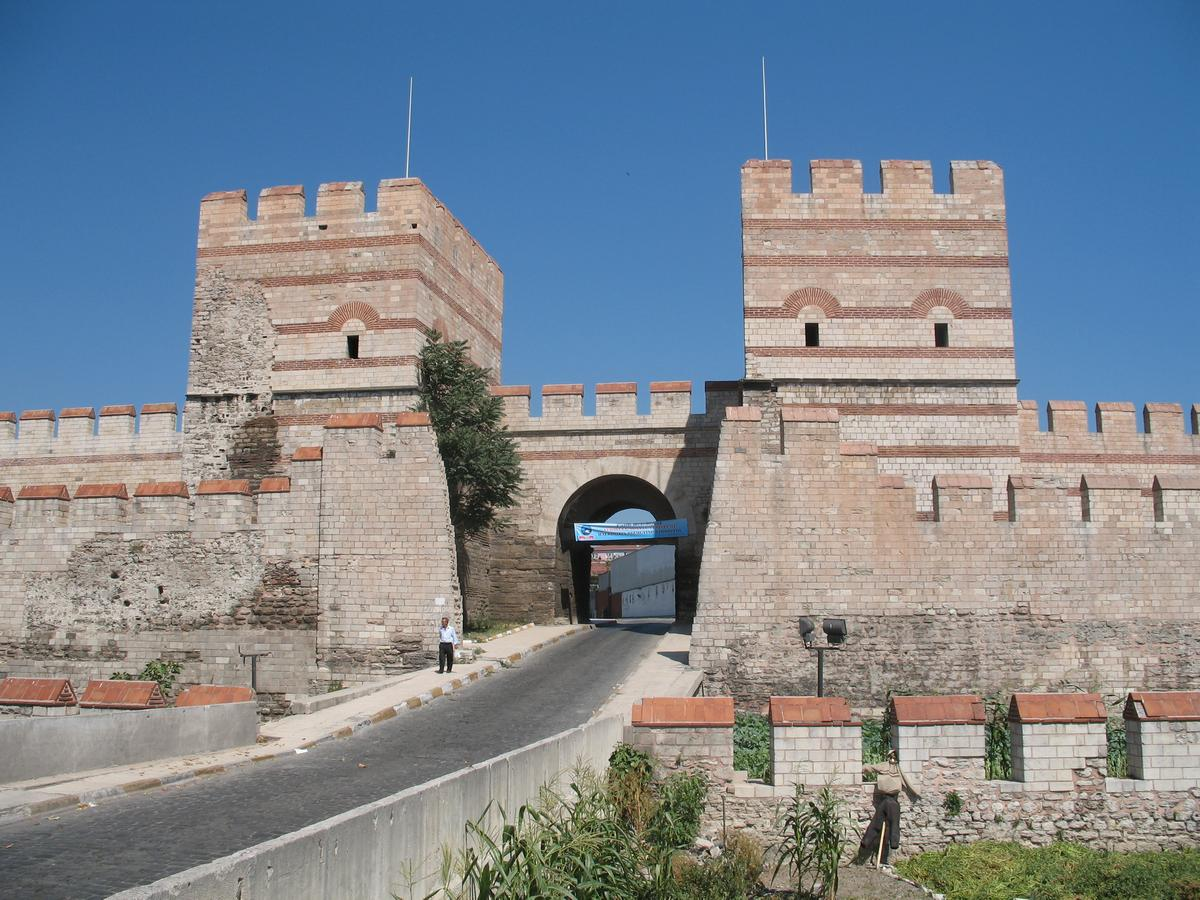
Murallas de Constantinopla (puerta de Belgrado)

## Historia política

### Mehmed II (1451-1481)

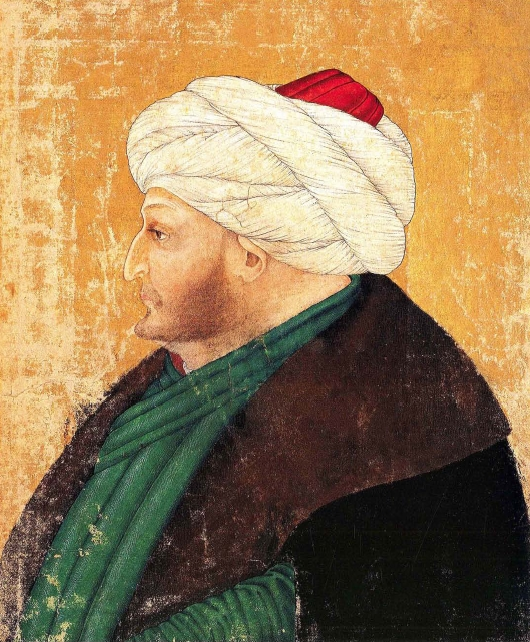
Miniatura de Mehmed II

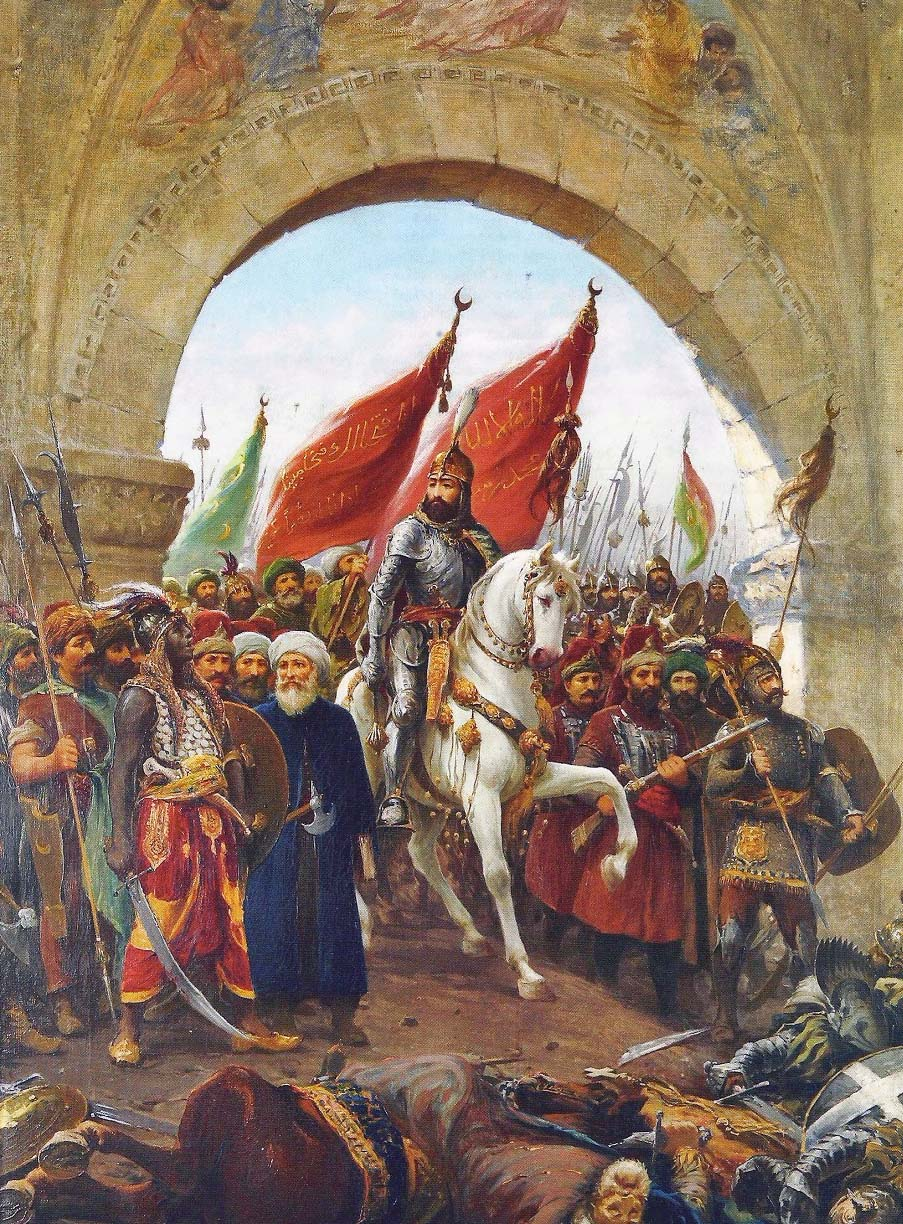
Caída de Constantinopla (1453)

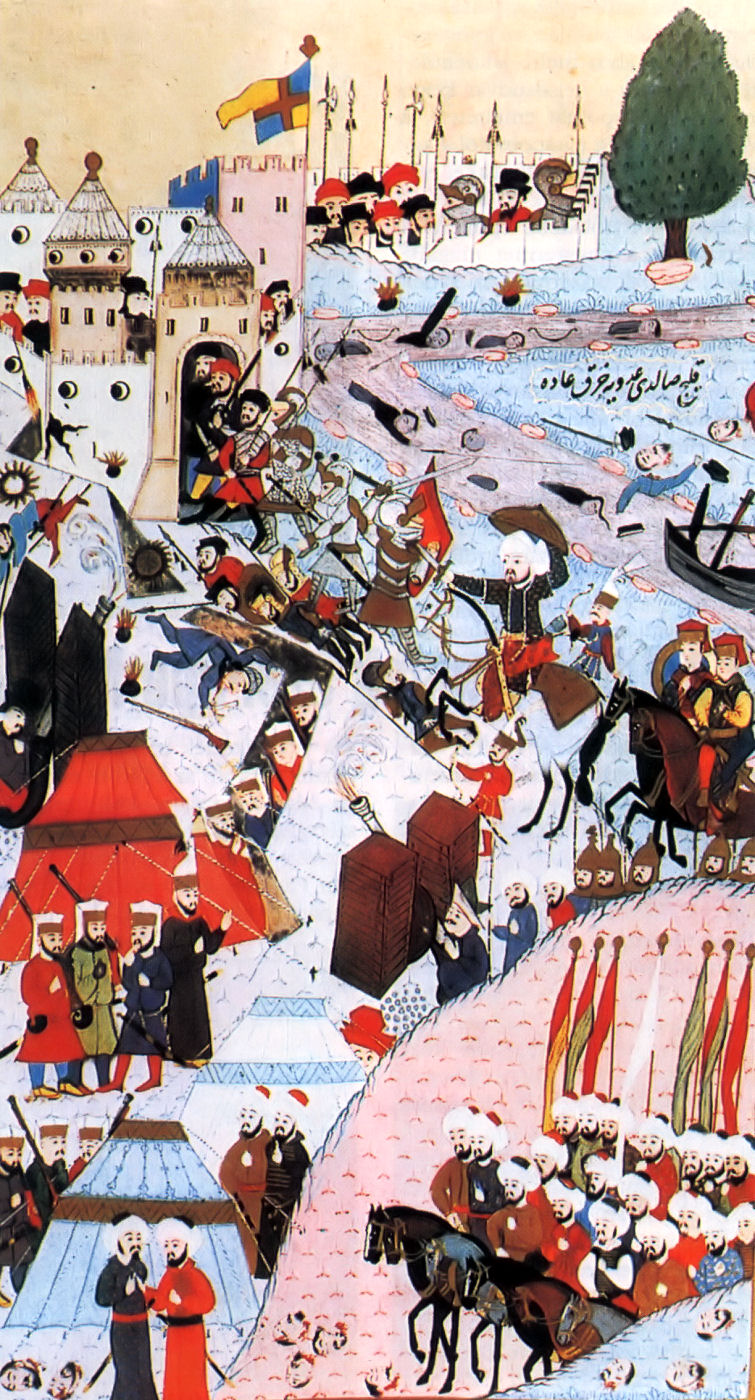
Asedio de Belgrado (Nándorfehérvár) 1456. Hünername 1584

La conquista de Constantinopla permitió a Mehmed II centrar su atención en Anatolia. Mehmed II intentó crear una entidad política única en Anatolia mediante la captura de los estados turcos llamados beyliks y el Imperio griego de Trebisonda en el noreste de Anatolia y se alió con el Kanato de Crimea. La unión de los Beylicatos de Anatolia fue realizada por primera vez por el sultán Bayezid I, más de cincuenta años antes que Mehmed II, pero después de la destructiva batalla de Ankara en 1402, la unificación de Anatolia recién formada desapareció. Mehmed II recuperó el poder otomano en otros estados turcos. Esas conquistas le permitieron adentrarse más en Europa.
Otra entidad política importante que dio forma a la política oriental de Mehmed II fueron los turcomanos de la oveja blanca. Con el liderazgo de Uzun Hasan, este reino turcomano ganó poder en el este, pero debido a sus fuertes relaciones con las potencias cristianas como el Imperio de Trebisonda y la República de Venecia y la alianza entre los turcomanos y la tribu Karamaní, Mehmed los vio como una amenaza para su propio poder. Lideró una exitosa campaña contra Uzun Hasan en 1473 que resultó con la victoria decisiva del Imperio otomano en la batalla de Otlukbeli.
Después Mehmed también conquistaría el Despotado de Morea en el Peloponeso en 1460, y el Imperio de Trebisonda en el noreste de Anatolia en 1461. Los dos últimos vestigios del dominio bizantino fueron así absorbidos por el Imperio otomano. La conquista de Constantinopla otorgó una inmensa gloria y prestigio al país.
Mehmed II avanzó hacia Europa del Este hasta alcanzar Belgrado e intentó arrebatar la ciudad a Juan Hunyadi poniendo sitio a la ciudad en 1456. Los comandantes húngaros defendieron con éxito la ciudad y los otomanos se retiraron con grandes pérdidas, pero al final, los otomanos ocuparon casi toda Serbia.
En 1463, tras una disputa sobre el tributo que pagaba anualmente el reino bosnio, Mehmed invadió Bosnia y la conquistó muy rápidamente, ejecutando al último rey bosnio Esteban Tomašević y su tío Radivoj.
En 1462, Mehmed II entró en conflicto con el príncipe Vlad III Drácula de Valaquia, quien había pasado parte de su infancia junto a Mehmed. Vlad había tendido una emboscada, masacrado o capturado a varias fuerzas otomanas, y luego anunció el empalamiento de más de 23 000 cautivos turcos. Mehmed II abandonó su sitio de Corinto para lanzar un ataque punitivo contra Vlad en Valaquia pero sufrió muchas bajas en un ataque nocturno sorpresa dirigido por el propio Vlad, quien aparentemente estaba decidido a matar personalmente al sultán. Enfrentado a las políticas de tierra quemada de Vlad y a su brutalidad desmoralizadora, Mehmed II se retiró, dejando a su aliado Radu cel Frumos, el hermano de Vlad, con una pequeña fuerza para ganarse el apoyo de los boyardos locales que habían sido perseguidos por Vlad III. Radu finalmente logró tomar el control de Valaquia, que administró como bey, en nombre de Mehmet II. Vlad finalmente escapó a Hungría, donde fue encarcelado por una falsa acusación de traición contra su señor, Matias Corvino.
En 1475, los otomanos sufrieron una gran derrota a manos de Esteban el Grande de Moldavia en la batalla de Vaslui. En 1476, Mehmed obtuvo una victoria pírrica contra Esteban en la batalla de Valea Albă. Asedió la capital de Suceava, pero no pudo tomarla, ni pudo tomar el castillo de Târgu Neamț. Con una plaga en su campamento y la comida y el agua escasendo, Mehmed se vio obligado a retirarse.
Skanderbeg, miembro de la nobleza albanesa y un antiguo miembro de la élite gobernante otomana, encabezó la rebelión de Skanderbeg contra la expansión del Imperio otomano en Europa. Skanderbeg, hijo de Gjon Kastrioti (que se había unido a la infructuosa revuelta albanesa de 1432-1436), unió a los principados albaneses en una alianza militar y diplomática, la Liga de Lezhë, en 1444. Mehmed II nunca tuvo éxito en sus esfuerzos por subyugar a Albania mientras Skanderbeg vivióa, a pesar de que él mismo dirigió dos veces (1466 y 1467) los ejércitos otomanos contra Krujë. Durante este período, los albaneses lograron muchas victorias contra los otomanos —como las batallas de Torvioll, Otonetë, Oranik, Krujë, Polog, Ohrid, Mokra y muchas otras—, que culminaron en la batalla de Albulena, donde el ejército albanés destruyó al ejército otomano, infligiendo casi 30 000 bajas en los otomanos. Después de la muerte de Skanderbeg en 1468, los albaneses no pudieron encontrar un líder que lo reemplazara, y Mehmed II finalmente conquistó Krujë y Albania en 1478. El acto final de las campañas albanesas de Mehmed II fue el problemático asedio de Shkodra (1478-1479), un asedio que lideró personalmente contra la fuerza combinada veneciana y albanesa.
Mehmed II invadió la península itálica en 1480. La intención de su invasión era capturar Roma y «reunificar el Imperio romano» y, al principio, parecía que podría hacerlo con la rápida invasión otomana de Otranto en 1480 (de 15 días hasta su finalización), pero Otranto fue retomada por las fuerzas papales en 1481 después de la muerte de Mehmed. 
Mehmed murió envenenado por su médico Yakup Paşa, que llevaba trabajando para los venecianos bastante tiempo y que fue linchado por los jenízaros. Para evitar una situación de enfrentamiento entre los dos hijos de Mehmed, el sadrazam les envió mensajes comunicándoles que quien llegara primero sería el sultán. Su enemigo, Ishak Paşa, mató al mensajero de Cem, el favorito de todos, por lo que Bayezid II se hizo con el trono. El sadrazam fue linchado e Ishak Paşa nombrado nuevo gran visir. Los jenízaros también saquearon la ciudad entera aprovechándose del poder adquirido, pues cada vez eran más incontrolables.

### Bayezid II (1481-1512)
Mehmed fue sucedido por su hijo Beyazid II (1481-1512), cuyo gobierno puede considerarse como un tiempo de sosiego para el Imperio, en el cual se consolidaron las acciones de Mehmed y se resolvieron las reacciones económicas y sociales que su política interna había causado. Las relaciones con el exterior se caracterizaron por la prudencia, debido sobre todo a los problemas internos que había dejado su padre. Además tuvo que enfrentarse a la revuelta promovida por su hermano, Cem Sultan, que se instaló en la ciudad de Bursa y se autoproclamó padişah. Aumentó el sueldo a los jenízaros y logró su apoyo, pero fue derrotado en una batalla en Yenişehir contra su hermano y huyó a El Cairo. Al año siguiente regresó, apoyado por los mamelucos, y tomó el este de Anatolia, Ankara y Konya, pero finalmente fue derrotado y obligado a huir a Rodas (1495).
Pese a su carácter pacífico, Bayezid efectuó numerosas campañas para conquistar el enclave veneciano del Despotado de Morea, región que había sido descrita de manera precisa como la llave al futuro poder naval otomano en el Mediterráneo oriental. La primera campaña fue en 1499 y la última terminó en 1501 con la toma de las importantes ciudadelas de Mistra y Monemvasia por parte de Bayezid. La paz se firmó en 1503 y los otomanos tomaron las últimas fortalezas venecianas en el Peloponeso y algunas ciudades a lo largo de la costa adriática. En el siglo XVI, mamelucos y persas bajo el mando del sha Ismail I, se aliaron contra los otomanos. La guerra terminó en 1511 a favor de los turcos.
La primera decisión de Beyazid fue anular la reforma agrícola que había realizado su padre, devolviendo muchas tierras a sus antiguos dueños, terratenientes y sobre todo religiosos. Una vez hecho esto, eliminó a los altos cargos del devşhirme para crear un equilibrio entre estos y la aristocracia turca, cosa que consiguió y mantuvo hasta su muerte. Reorganizó la estructura fiscal y estableció un nuevo sistema de impuestos, más llevadero para los súbditos. Bajo la influencia de los ulemas, Beyazid luchó contra las tendencias europeizantes y se adhirió al islam ortodoxo, en lucha contra la proliferación del chiismo. Se le considera un integrista ortodoxo y, aun así, permitió la afluencia masiva de los judíos expulsados de España en 1492 y de otras partes de Europa. Bayezid II envió a la Armada otomana bajo el mando del almirante Kemal Reis a España en 1492 para evacuarlos de forma segura a tierras otomanas. Envió proclamas a todo el imperio de que los refugiados debían ser recibidos. Les concedió a los refugiados el permiso para establecerse en el Imperio y convertirse en ciudadanos otomanos. 
Los musulmanes y los judíos de al-Ándalus contribuyeron en gran medida al creciente poder del Imperio con la llegada de nuevas ideas, métodos y artesanía. La primera imprenta en Constantinopla fue establecida por los judíos sefardíes en 1493. Durante el reinado de Bayezid, los judíos disfrutaron de un período de florecimiento cultural, con la presencia de académicos como el talmudista y científico Mardoqueo Comtino; el astrónomo y poeta Solomon ben Elijah Sharbiṭ ha-Zahab; Shabbethai ben Malkiel Cohen y el poeta litúrgico Menahem Tamar.
Beyazid tuvo ocho hijos, y la lucha por la sucesión se hacía cada día más latente. Quiso engañar a sus hijos para matar a todos menos a uno, pero tres de ellos no se dejaron engañar. Ahmet, que estaba casado con una hija del sah de Persia, obligó a su padre a convertirlo en regente. Su hermano Selim I se vio obligado a huir a Crimea. Cuando Ahmet estaba a punto de ser coronado, los jenízaros intervinieron matando al príncipe y obligando a Bayezid a llamar a Selim y convertirlo en sultán. Bayezid abdicó en 1512 y murió inmediatamente después de dejar el trono.

### Selim I (1512-1520)
Selim I (1512-1520) fue un estadista coherente, organizador y un extraordinario dirigente. Mandó eliminar a sus hermanos y primos después de la muerte de su padre, por lo que recibió el sobrenombre de «el Cruel» (Yavuz, o «el Severo» o «el Valiente»). Alrededor de 1512, la flota naval otomana se desarrolló bajo su gobierno, de modo que los turcos otomanos pudieron desafiar a la República de Venecia, una potencia naval que estableció su talasocracia junto con las otras repúblicas marítimas italianas en la región mediterránea.
El primer objetivo que se impuso fue consolidar el Estado y se dirigió hacia el este, a por los chiíes de Irán. En la batalla de Chaldiran en Anatolia oriental en 1514, las fuerzas otomanas al mando de Selim I obtuvieron una victoria decisiva contra los safávidas, lo que garantizó la seguridad otomana en su frente oriental y condujo a la conquista de Anatolia oriental y del norte de Irak. Selim fue un ferviente suní y mandó aniquilar a muchos chiíes en Asia Menor. 
La segunda expedición de Selim tuvo lugar en 1516, esta vez contra el Sultanato mameluco de Egipto (ver: Guerra otomano-mameluca (1516-1517). Primero se dirigió al Siria, donde los dos ejércitos se enfrentaron cerca de Alepo. Tras una victoria aplastante de los otomanos —conquistó la mayor parte de Siria (incluida Jerusalén)—, Selim  se dirigió a Egipto y lo conquistó también. (El Cairo, la residencia del califa abasí. permaneció en manos otomanas hasta la conquista francesa de Egipto en 1798, cuando Napoleón reclamó la eliminación de los mamelucos.)
Logró asimismo llegar a Arabia y conquistar La Meca y Medina. En 1519 el señor de Argelia también se adhirió al ejército del Gran Señor. La conquista del Imperio mameluco abrió los territorios de África a los otomanos. (Durante el siglo XVI, el poder otomano se expandió más al oeste de El Cairo, a lo largo de las costas del norte de África. El corsario Jeireddín Barbarroja estableció una base en Argelia y luego logró la conquista de Túnez en 1534.)
La conquista de los mamelucos fue la mayor empresa militar que jamás había intentado ningún sultán otomano. Además, la conquista otorgó a los otomanos el control de dos de las ciudades más grandes del mundo en ese momento: Constantinopla y El Cairo. Desde el apogeo del Imperio romano, los mares Negro, Rojo, Caspio y Mediterráneo no habían estado gobernados por un solo imperio: los otomanos. La conquista de Egipto resultó extremadamente rentable para el imperio, ya que producía más ingresos fiscales que cualquier otro territorio otomano y suministraba aproximadamente el 25% de todos los alimentos consumidos. Pero sin duda fueron La Meca y Medina las más importantes de todas las ciudades conquistadas, ya que eso, oficialmente, convirtió a Selim y a sus descendientes en los califas de todo el mundo musulmán hasta principios del siglo XX. (Tras su captura en El Cairo, el califa al-Mutawakkil III había sido llevado a Constantinopla, donde finalmente cedió su cargo de califa al sucesor de Selim, Solimán el Magnífico. Esto estableció el califato otomano, con el sultán a la cabeza, transfiriendo así la autoridad religiosa de El Cairo al trono otomano.
Selim I murió de cáncer en 1520. Su reinado, aunque breve, fue muy importante al asegurar y ampliar las fronteras orientales del imperio e instaurar la dominación otomana en algunas de las provincias más ricas del mundo árabe; además proporcionó a los otomanos el control absoluto del comercio entre el Mediterráneo y el océano Índico.

### Solimán el Magnífico (1520-1566)

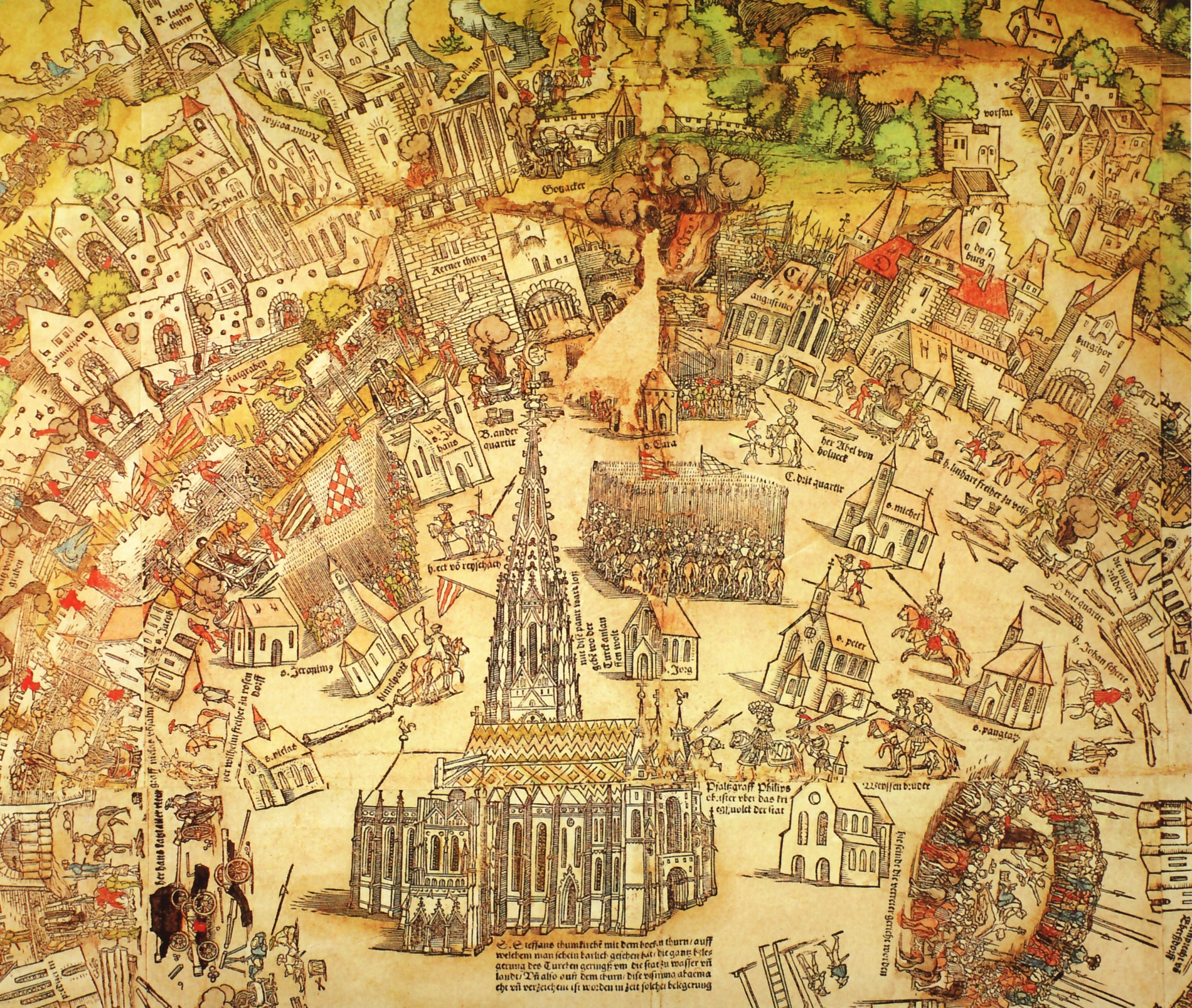
Primer asedio de Viena en 1529

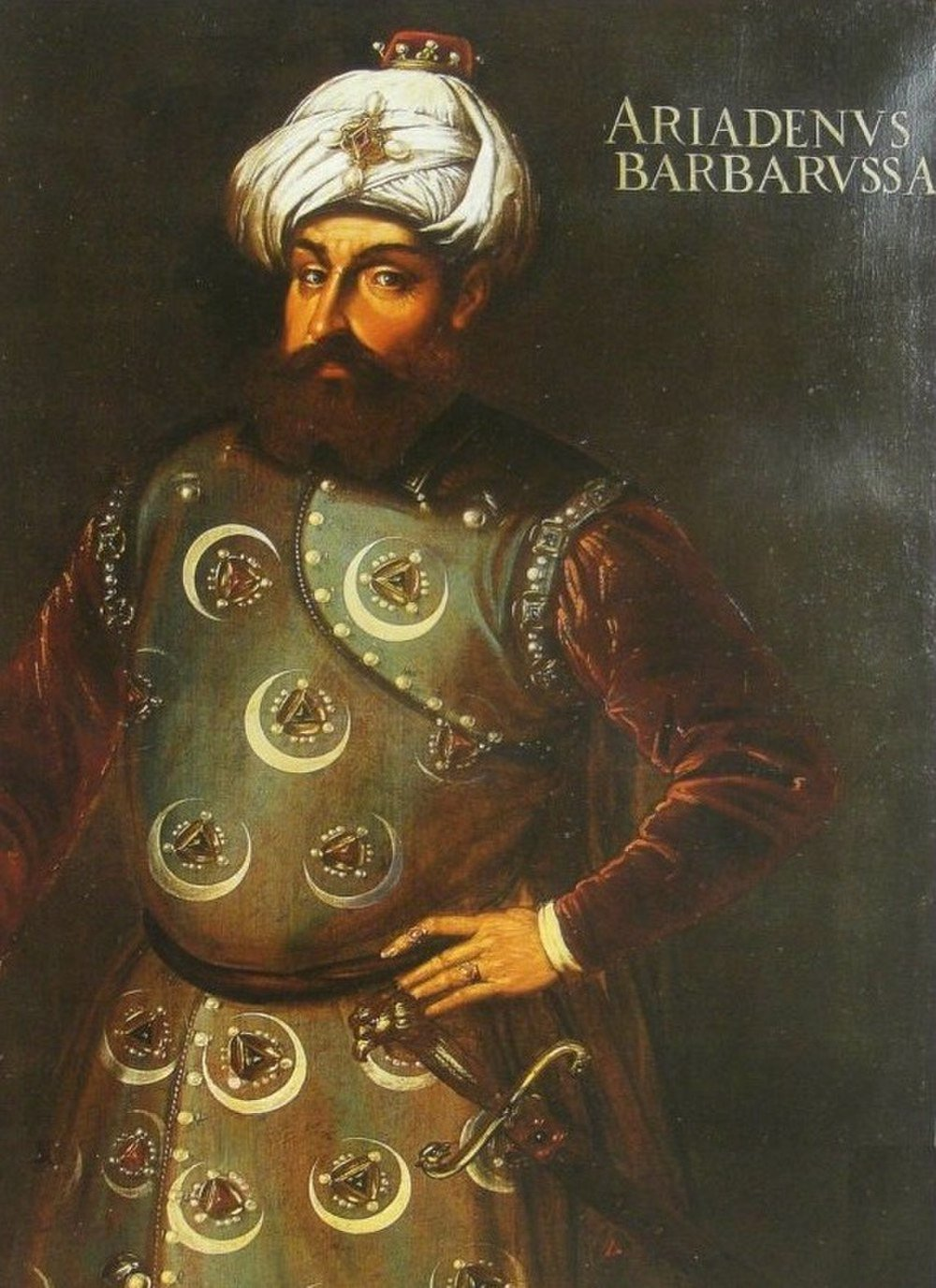
Barbarossa Hayreddin Pasha derrotó a la Liga Santa en la Batalla de Preveza en 1538.

A Selim le sucedió su único hijo Soleimán I, apodado el Magnífico (r. 1520-1566), que siguió los pasos de su padre consolidando aún más la paz y la estabilidad interior. De esta manera, el Imperio otomano alcanzó su máxima extensión geográfica, que duraría hasta 1683. Este restauró, durante su reinado, el poder del gran visir y fue generoso con los jenízaros, permitiéndoles casarse. Desarrolló una considerable actividad legisladora que se centró principalmente en la organización del ejército, el feudalismo militar, la propiedad territorial y el sistema tributario. 
También llevó a cabo personalmente varias campañas militares, sofocando primero una revuelta liderada por el gobernador designado por los otomanos en Damasco. En agosto de 1521, Solimán había capturado la ciudad de Belgrado, que estaba entonces bajo control húngaro. En 1522, Solimán capturó Rodas. El 29 de agosto de 1526, Solimán derrotó a Luis II de Hungría en la batalla de Mohács. Pero la campaña más famosa fue el primer sitio de Viena en 1529, en la que fracasó. Sin embargo, los territorios del centro y este de Hungría se hallaban bajo el control otomano sin importar que la incursión en Viena hubiese fracasado. En 1541, Solimán se anexionó la mayor parte de la actual Hungría, conocida como el Gran Alföld, y respaldó a la familia Zápolya como gobernantes del principado independiente de Transilvania, que pasará a ser un estado vasallo del Imperio. Mientras reclamaba el que fuera antes todo el reino de Hungría, Fernando I de Austria solo gobernaba sobre la llamada "Hungría Real" (actual Eslovaquia, noroeste de Hungría y oeste de Croacia), un territorio que fijó temporalmente la frontera entre los Habsburgo y los otomanos.
A lo largo de su reinado y los posteriores siglos de guerras contra el Sacro Imperio Romano Germánico, los turcos siempre utilizarían el idioma húngaro como instrumento comunicativo y negociador con los germanos, aunque en la propia Viena no fuese una lengua conocida. Los pachá turcos y el propio sultán harán escribir cartas, misivas y comunicados a los cristianos en húngaro, puesto que los otomanos no dominaban el idioma latín. Asimismo, Solimán le concedió mucha importancia a las artes y embelleció considerablemente Estambul.
Solimán también libró tres campañas contra el Imperio safávida chiita, que entonces gobernaba Persia y el actual Irak. En la primera, la históricamente importante ciudad de Bagdad cayó en manos de las fuerzas de Solimán en 1534. La segunda campaña, de 1548 a 1549, resultó en ganancias temporales otomanas en Tabriz y Azerbaiyán, una presencia duradera en la provincia de Van y algunos fuertes en Georgia. La tercera campaña (1554-1555) fue una respuesta a las costosas incursiones safávidas en las provincias de Van y Erzurum en el este de Anatolia en 1550-1552. Las fuerzas otomanas capturaron Ereván, Karabaj y Nakhjuwan y destruyeron palacios, villas y jardines. Aunque Solimán amenazó a Ardabil, la situación militar estaba esencialmente estancada al final de la temporada de campaña de 1554. Tahmasp envió un embajador al cuartel de invierno de Solimán en Erzurum en septiembre de 1554 para pedir la paz. Preocupado al menos en parte por la posición militar del Imperio otomano con respecto a Hungría, Solimán aceptó los términos temporalmente. La paz formal de Amasy, firmada en junio siguiente, fue el primer reconocimiento diplomático formal del Imperio safávida por parte de los otomanos. Bajo la paz, los otomanos acordaron devolver Ereván, Karabaj y Nakhjuwan a los safávidas y a cambio conservarían Irak y el este de Anatolia. Solimán acordó permitir que los peregrinos chiitas safávidas hicieran peregrinaciones a La Meca y Medina, así como a las tumbas de imanes en Irak y en Arabia, con la condición de que el sah aboliera el taburru, la maldición de los tres primeros califas de Rashidun. La Paz puso fin a las hostilidades entre los dos imperios durante 20 años.
Se anexaron enormes territorios del norte de África hasta el oeste de Argelia. Los estados de Berbería de Tripolitania, Túnez y Argelia se convirtieron en provincias del Imperio. La piratería llevada a cabo a partir de entonces por los piratas de Berbería del norte de África siguió siendo parte de las guerras contra España, y la expansión otomana se asoció con el dominio naval durante un corto período en el Mediterráneo.
Las armadas otomanas también controlaron el mar Rojo y mantuvieron el golfo Pérsico hasta 1554, cuando sus barcos fueron derrotados por la armada del Imperio portugués en la batalla del Golfo de Omán. Los portugueses continuarían luchando contra las fuerzas de Solimán por el control de Adén. En 1533, Khair ad Din, conocido por los europeos como Barbarroja, fue nombrado Kapudan Pasha (almirante en jefe de las armadas otomanas), cargo que mantendrá durante buena parte del reinado de Solimán (hasta 1546) en un momento en que luchaban activamente contra la marina española. 
En 1535, el emperador del Sacro Imperio Romano Germánico de los Habsburgo, Carlos V (Carlos I de España) obtuvo una importante victoria contra los otomanos en Túnez, pero en 1536 el rey Francisco I de Francia se alió con Solimán contra Carlos. En 1538, la flota de Carlos V fue derrotada en la batalla de Preveza por Barbarroja, asegurando el control del Mediterráneo oriental para los turcos durante 33 años. Francisco I pidió ayuda a Solimán, luego envió una flota encabezada por Barbarroja, que venció a los españoles, y logró arrebatarles Nápoles. Solimán le otorgó el título de beylerbey de Argel. Uno de los resultados de la alianza fue el feroz duelo marítimo entre Dragut y Andrea Doria, que dejó el Mediterráneo norte y el Mediterráneo sur en manos otomanas.
Las hazañas de Barbarroja consolidaron una serie de victorias sobre las armadas cristianas: la conquista de Argel (en 1516 y 1529) y de Túnez (en 1534 y 1574) y la captura de las Islas Baleares (1558) frente a España; la conquista de Rodas (1522) y de Trípoli (1551) de manos de los Caballeros de San Juan; la captura de Niza (1543) ante el Sacro Imperio Romano Germánico; la captura de Córcega (1553) a la República de Génova; la captura de Adén (1548), Mascate (1552) y Aceh (1565-1567) ante Portugal durante las expediciones al océano Índico. También consiguieron importantes victorias navales en Preveza (1538), Ponza (1552) y Djerba (1560). 
Las conquistas de Niza (1543) y de Córcega (1553) ocurrieron en nombre de Francia como una empresa conjunta entre las fuerzas del rey francés Francisco I y Solimán I, y fueron comandadas por los almirantes otomanos Barbarroja y Turgut Reis. Un mes antes del asedio de Niza, Francia apoyó a los otomanos con una unidad de artillería durante la conquista otomana de Esztergom en 1543. Francia y el Imperio otomano, unidos por la oposición mutua al dominio de los Habsburgo tanto en el sur como en el centro de Europa, se convirtieron en fuertes aliados durante este período. La alianza fue económica y militar, ya que los sultanes concedieron a Francia el derecho de comerciar dentro del Imperio sin impuestos. En ese momento, el Imperio otomano era una parte significativa y aceptada de la esfera política europea. Hizo una alianza militar con Francia, el Reino de Inglaterra y la República Holandesa contra la España de los Habsburgo, Italia y el archiducado de Austria de los Habsburgo.
Sin embargo, la política de expansión de Solimán I por toda la cuenca del Mediterráneo se detuvo en Malta en 1565. Ya había intentado tomar la isla en 1551, controlada por los temibles Caballeros Hospitalarios, fracasando aunque logró apoderarse de Trípoli, una ciudad portuaria en la costa de la actual Libia. Siendo solo un fracaso parcial, lo intentó una vez más en el verano de 1565, en lo que se conocerá como el asedio de Malta: las fuerzas otomanas, que sumaban alrededor de 50 000 hombres, lucharon contra los Caballeros de San Juan y la guarnición de Malta de unos 6000 hombres. La tenaz resistencia de los malteses —los turcos solo lograron capturar la isla de Gozo y el fuerte Saint Elmo en la isla principal— llevó al levantamiento del sitio en septiembre. El asedio fallido fue la segunda y última derrota experimentada por Solimán, después del primer asedio igualmente inconcluso en Viena en 1529. (La batalla de Lepanto en 1571 (que fue desencadenada por la captura otomana de Chipre controlado por Venecia en 1570) fue otro revés importante para la supremacía naval otomana en el mar Mediterráneo, a pesar de que en poco tiempo se construyó una flota otomana igualmente grande y se recuperó Túnez frente a España en 1574.)
Solimán I murió de causas naturales en su tienda durante el asedio de Szigetvár en 1566. Durante su reinado, el Estado otomano alcanzó su máximo grado de desarrollo civil. Reunió la legislación en el Kanunname y concedió las capitulaciones a Francia en 1535, quienes pretendían utilizar la presión otomana en el este para amortiguar la presión de los Habsburgo en el oeste. Durante el periodo de Solimán, se ve al Imperio otomano aliarse con Francia, como lo prueba el sitio y la toma de Niza (1543) por tropas otomanas y francesas. No obstante, esta alianza le era más benéfica a Francia (para aliviarse de las presiones hispano-austriacas), que a los otomanos que no podían esperar nada de ella.
Es importante destacar a quien fue gran visir de Suleymán entre 1523 y 1536, Pargalı İbrahim Paşa, que debido a su gran labor en numerosas campañas militares y su exitoso trabajo como líder del ejército, fue absolutamente vital para la que fue para muchos la mejor época del imperio. Incluso una numerosa cantidad de fuentes remarcó que la importancia e influencia de Ibrahim fue incluso mayor a la de Suleymán durante su reinado y que sin este el imperio no hubiese llegado a su punto mayor. Ibrahim destacaría gracias a su impresionante habilidad en el manejo político del Imperio y en las campañas militares, sobre todo liderando a los ejércitos y convirtiéndose en una amenaza letal para el enemigo. Fue un valiente comandante del ejército que siempre cumplió su papel exigiendo justicia y el honor del Imperio. Fue un blanco a eliminar constante para todo aquel que fuese enemigo de los Otomanos, también por ser el fiel amigo y consejero de Suleymán.